# Filosofia dell'economia
L'espressione filosofia dell'economia può riferirsi alla branca della filosofia che studia le questioni relative all'economia o, in alternativa, il settore dell'economia che si occupa delle proprie fondamenta e del proprio status di scienza umana.